# Toimi Pitkänen
Toimi Johannes Pitkänen (Kuhmalahti, 23 maggio 1928 – 17 settembre 2016) è stato un canottiere finlandese.

## Palmarès

### Olimpiadi
- 2 medaglie:
  - 2 bronzi (Melbourne 1956 nel quattro con; Roma 1960 nel due senza)

### Europei
- 4 medaglie:
  - 2 ori (Bled 1956 nel quattro con; Poznań 1958 nel due senza)
  - 2 argenti (Ghent 1955 nel due con; Praga 1961 nel due senza)